# Skeletons & Majesties
Skeleton & Majesties è un EP della band Power metal Gamma Ray pubblicato l'8 Aprile 2011.

## Tracce

### Skeletons
1. Hold Your Ground (5:07)
2. Brothers (5:12)

### Majesties
1. Send Me a Sign (4:24)
2. Rebellion in Dreamland (9:35)

### Bonus Track
1. Wannabees (3:47)
2. Brothers (Extended) (6:18)
3. Rebellion in Dreamland (Karaoke) (9:35)

## Formazione
- Kai Hansen - voce/Chitarra
- Henjo Richter - chitarra/Tastiere
- Dirk Schlächter - basso
- Dan Zimmermann - batteria